# Cape Cod Challenger
Il Cape Cod Challenger è stato un torneo professionistico di tennis giocato su campi in cemento. Faceva parte dell'ATP Challenger Series. Si è giocata una sola edizione,  a Cape Cod negli Stati Uniti.

## Albo d'oro

### Singolare
| Anno | Campione        | Finalista       | Punteggio |
| ---- | --------------- | --------------- | --------- |
| 1978 | Simpson Russell | David Schneider | 6–4, 7–5  |

### Doppio
| Anno | Campioni                   | Finalisti                  | Punteggio |
| ---- | -------------------------- | -------------------------- | --------- |
| 1978 | Matt Mitchell William Maze | Peter Rennert Kevin Curren | 6–4, 6–4  |